# Spiering-Wagen der Straßenbahn Timișoara
Die Spiering-Wagen der Straßenbahn Timișoara waren eine Serie ungarischer Pferdebahnwagen. Die zusammen 21 von der K.k. landesbefugten Maschinenfabrik und Wagenbauanstalt Johann Spiering in Wien hergestellten Fahrzeuge, die keine Betriebsnummern besaßen, beschaffte die damals Temesvári Közúti Vaspálya Társaság (TKVT) genannte Verkehrsgesellschaft 1869 anlässlich der Eröffnung des örtlichen Straßenbahnnetzes. Zehn von ihnen dienten nach der 1899 erfolgten Elektrifizierung noch bis 1919 als Beiwagen der Elektrischen.

## Ablieferung
Die Spiering-Wagen wurden von Wien aus wie folgt ins Banat abtransportiert:
| fünf Wagen am 30. April 1869     | für die Eröffnung der Fabrikstädter Linie am 8. Juli 1869 = vier Umläufe und ein Reservewagen |
| sechs Wagen am 30. Juni 1869     | für die Eröffnung der Josefstädter Linie am 25. Oktober 1869 = sechs Umläufe                  |
| vier Wagen am 12. November 1869  | um die vier Umläufe der Fabrikstädter Linie doppelt führen zu können                          |
| sechs Wagen am 27. Dezember 1869 | um auch die sechs Umläufe der Josefstädter Linie doppelt führen zu können                     |

Jedem Wagen wurden zwei Pferde vorgespannt, bei Schneefall waren es drei. Die ersten elf Wagen kosteten jeweils 1755, die folgenden zehn Wagen je 1673 Forint.

## Beschreibung

Detailaufnahme der Plattform eines Spiering-Wagens

Das Abteil eines Pferdebahnwagens war 4300 Millimeter lang und 1900 Millimeter breit, die Wagen besaßen acht schmale Fenster auf jeder Seite. Die beiden offenen Bühnen waren jeweils 770 Millimeter lang und 1260 Millimeter breit, die Gesamtlänge eines Wagens betrug somit 5840 Millimeter. Der Achsstand betrug ebenfalls 1900 Millimeter. Die Wagen boten insgesamt 16 Passagieren eine Sitzmöglichkeit auf vier Längssitzbänken für jeweils vier Personen. Als Besonderheit verfügten die Fahrzeuge bis 1875 über zwei Wagenklassen. Der Fahrgastraum war dabei hälftig geteilt, der Durchgang zwischen den beiden Abteilen war jedoch offen.

## Weiterverwendung als Beiwagen nach 1899
Nach der Aufnahme des elektrischen Betriebs am 27. Juli 1899 wurde ein Teil der Spiering-Wagen als Anhänger auf den Hauptlinien I und II hinter den neuen elektrischen Weitzer-Triebwagen weiterverwendet. Um die sechs Kurse der Linie I und die vier Kurse der Linie II vollständig abdecken zu können, wählte die Straßenbahngesellschaft zehn Fahrzeuge aus, die in der Statistik als sogenannte Aushilfswagen geführt wurden. Welche zehn Wagen dies waren, ist nicht überliefert.
Die Beiwagen wurden jedoch nicht ständig eingesetzt, sie sorgten lediglich in den Hauptverkehrszeiten für eine erhöhte Platzkapazität. Außerhalb dieser Zeiten waren sie an bestimmten Stellen abgestellt; so existierte beispielsweise auf der Piața Sfântul Gheorghe ein solches Abstellgleis.
Für ihren neuen Einsatzzweck wurden die Wagen entsprechend umgebaut. So erhielten sie beispielsweise Trompetenkupplungen. Ferner wurden die Petroleumlampen durch eine elektrische Beleuchtung mit Glühlampen ersetzt. Nach einer anderen Quelle wurden sie aber schon ab dem 12. Juli 1889 elektrisch beleuchtet. Nicht überliefert ist, ob die Pferdebahnwagen für ihren neuen Einsatz zusätzlich mit einer eigenen Bremsanlage ausgestattet wurden.
Die restlichen 16 nicht mehr benötigten Spiering-Wagen wurden, ebenso wie die fünf 1891 nachbeschafften Grazer Wagen, anlässlich der Elektrifizierung ausgemustert und verschrottet. Die im Bestand verbliebenen Beiwagen erhielten 1899 die Betriebsnummern 1 bis 10; hierbei handelte es sich um Doppelbelegungen mit den Triebwagen.

Ehemaliger Pferdebahnwagen im Einsatz auf der Linie II.
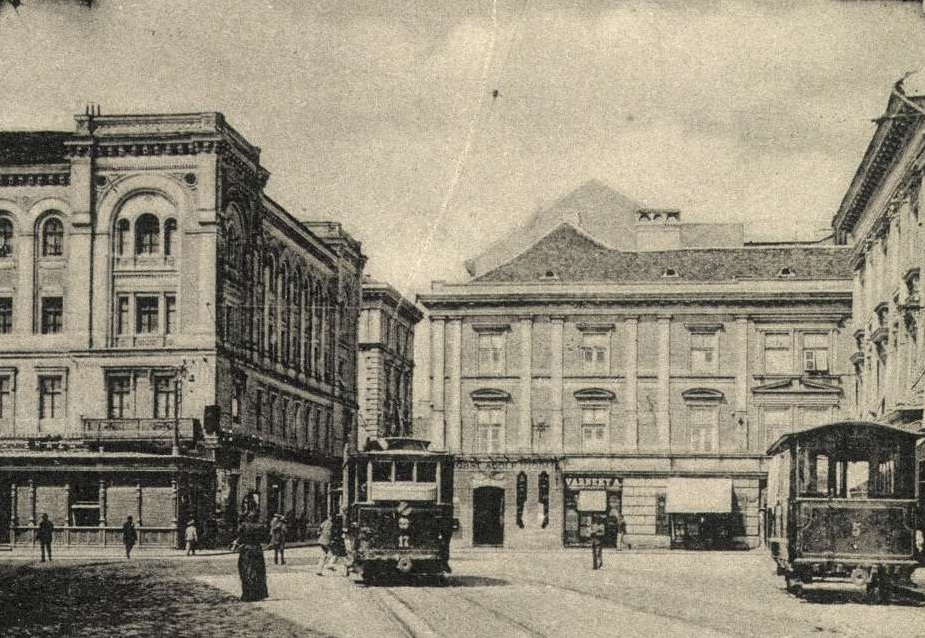
Beiwagen Nummer 5 wartet auf der Piaţa Sfântul Gheorghe auf den nächsten Einsatz.
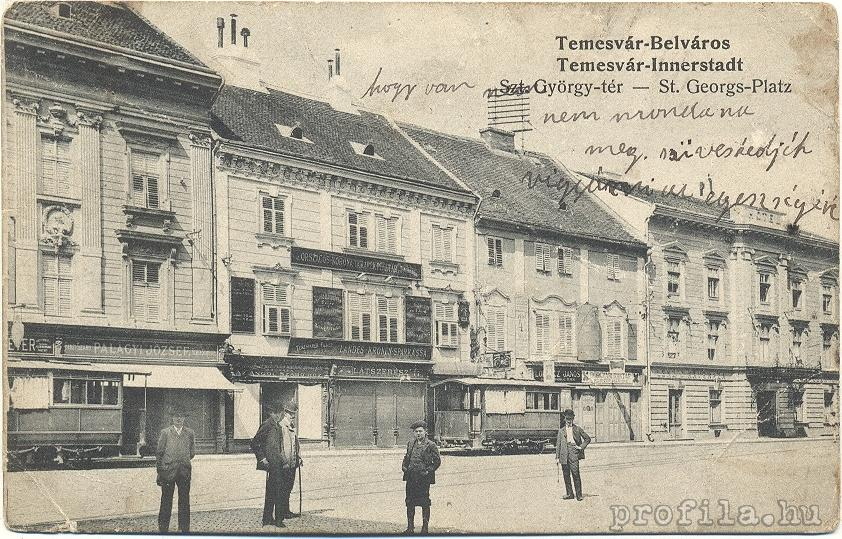
Zwei weitere Reserve-Beiwagen auf der Piaţa Sfântul Gheorghe.

## Verbleib

Ehemals Temesvárer Beiwagen im Einsatz in Oradea, noch zu ungarischer Zeit.

Der Beiwagenbetrieb in Timișoara endete zunächst am 21. Mai 1906, bis 1909 waren vorübergehend nur Solotriebwagen im Einsatz. Ursächlich hierfür war der Einsatz neuer größerer Triebwagen des Typs B, die Taktverdichtung der Linie II sowie die Verknüpfung der Radiallinien III und IV zur neuen Durchmesserlinie III. Infolgedessen wurden die Spiering-Wagen abgestellt, sie galten damals als veraltet und nicht mehr den Anforderungen genügend.
Die in jenen Jahren stark steigenden Fahrgastzahlen erforderten jedoch bereits 1909 ihre Reaktivierung, 1910 werden sie wieder alle zehn im Bestand geführt. Benötigt wurden sie dabei vor allem für den Ausflugsverkehr an Sonn- und Feiertagen in den Sommermonaten, während in den Wintern 1914/1915 und 1915/1916 wiederum gänzlich auf sie verzichtet werden konnte. Nachdem die Spiering-Wagen zunächst um drei in den Jahren 1914, 1915 und 1916 hergestellte Neubaubeiwagen mit den Nummern 01 bis 03 ergänzt wurden, konnte die Straßenbahngesellschaft ab 1919 endgültig auf sie verzichten. An ihre Stelle traten damals die ersten demotorisierten Weitzer-Triebwagen, später als Typ A bezeichnet.
Der Großteil der Spiering-Wagen wurde verschrottet, lediglich Wagen Nummer 8 diente ab 1907 – mit Magnetbremsen nachgerüstet – bei der Straßenbahn Oradea als Beiwagen Nummer 51 wiederum hinter elektrischen Triebwagen. Wie lange er dort im Einsatz war, ist nicht überliefert, auch er blieb nicht erhalten.

## Originalgetreuer Nachbau eines Spiering-Wagens von 1994

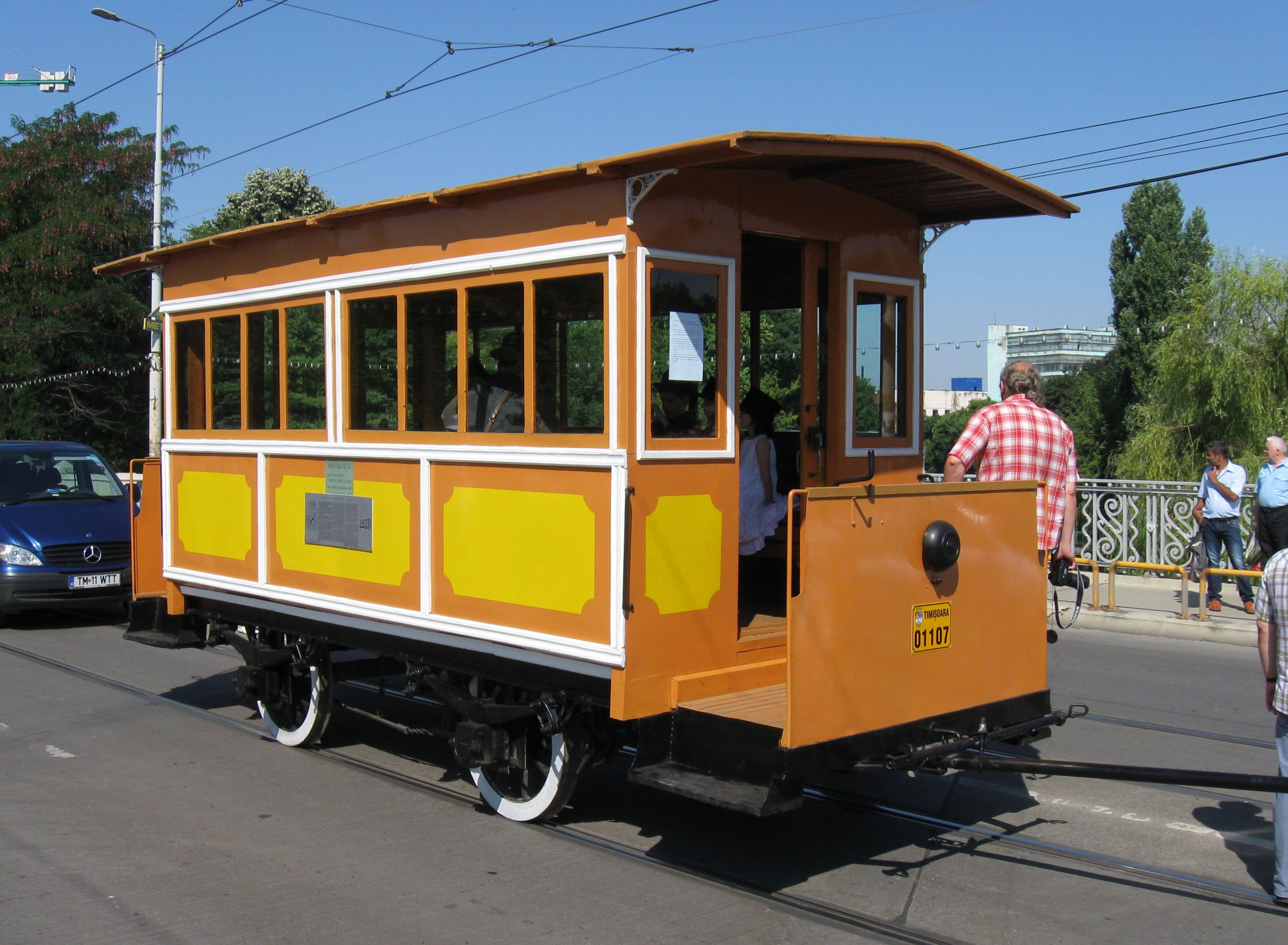
Der Nachbau von 1994

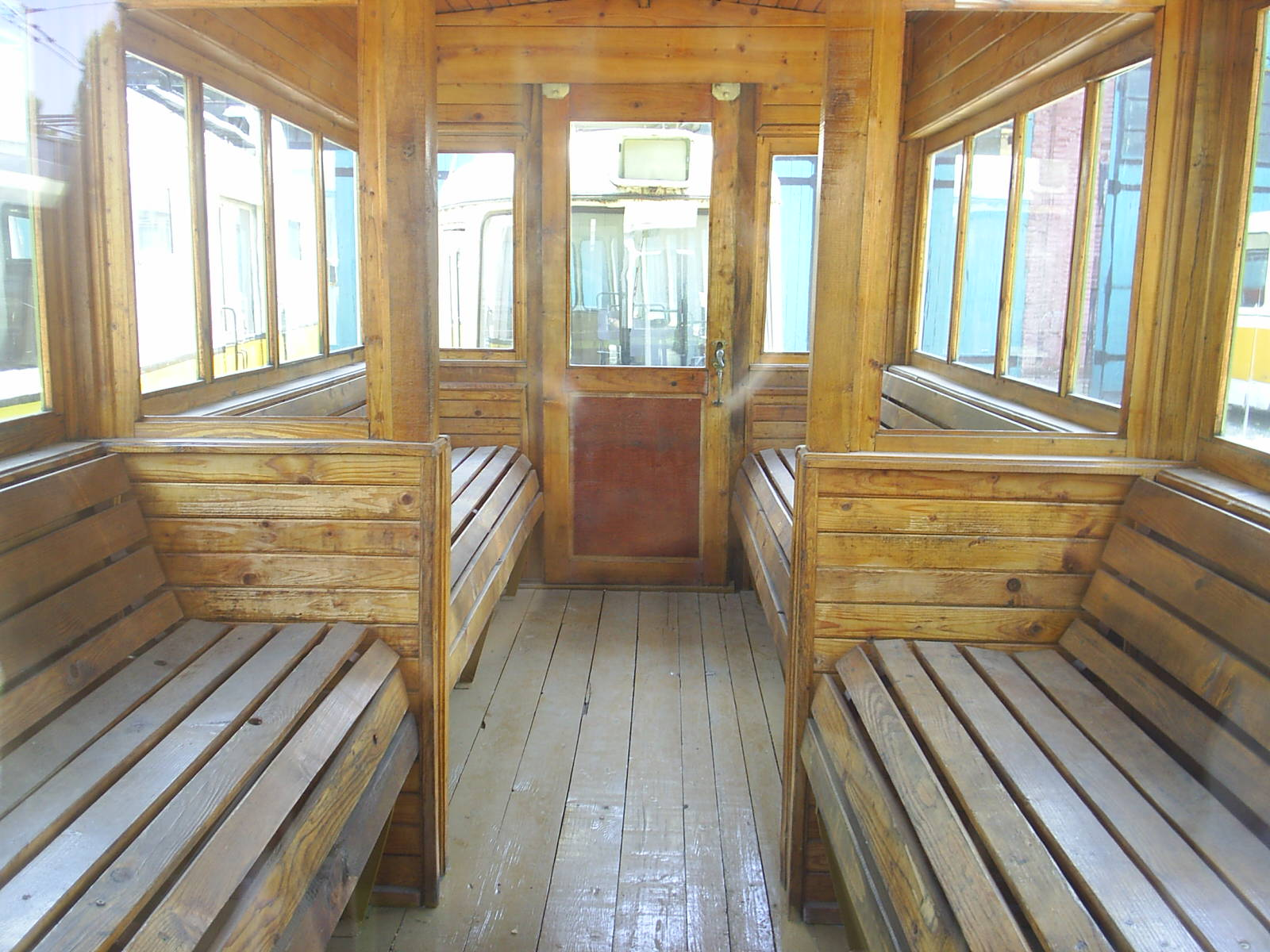
Inneneinrichtung

Anlässlich des Jubiläums 100 Jahre Pferdebahn – 70 Jahre elektrische Straßenbahn im Jahre 1969 wollte die Straßenbahngesellschaft dem Publikum des damaligen Jubiläumskorsos auch eine Pferdebahn präsentieren. Weil keiner der originalen Pferdebahn-Personenwagen erhalten geblieben war, behalf man sich mit einem Provisorium: zwei AII-Beiwagen mit offenen Plattformen des Baujahrs 1921 wurden je zwei Pferde vorgespannt.
Um auf Dauer dennoch einen authentischen Pferdebahnwagen vorzeigen zu können, entschlossen sich die Verkehrsbetriebe anlässlich des 125-jährigen Jubiläums im Jahre 1994, in eigener Werkstätte einen Pferdebahnwagen nach den Originalplänen von 1869 nachzubauen. Hierzu stand als Basis der letzte Weitzer-Triebwagen von 1899 zur Verfügung, der ursprünglich als Nummer 6 in Dienst gestellt wurde und zuletzt als Arbeitswagen ohne Betriebsnummer im Einsatz war. Sein Untergestell erhielt einen neuen Aufbau, dieser Nachbau trägt – nach dem Eröffnungsjahr der Pferdebahn – die Phantasienummer 1869. 1996 verlieh man das Fahrzeug kurzzeitig an die Straßenbahn Oradea. Dort wurde der Wagen dem Publikum zum 90-jährigen Straßenbahn-Jubiläum präsentiert, obwohl in Oradea selbst nie eine Pferdebahn fuhr.
Fünf Jahre nach seiner Fertigstellung wurde der Pferdebahn-Nachbau zum Jubiläum 130 Jahre Pferdebahn – 100 Jahre elektrische Straßenbahn für den Einsatz beim Jubiläumskorso, der am 9. Juli 1999 stattfand, aufwändig überarbeitet. Einige Jahre später lackierte man ihn außerdem von grün-dunkelgrün in gelb-orange um.